# Alexandra Tavernier
Alexandra Tavernier (Annecy, 13 dicembre 1993) è una martellista francese, vincitrice di un bronzo ai mondiali di Pechino 2015.
Ha rappresentato la Francia ai Giochi olimpici estivi di Rio de Janeiro 2016 e di Tokyo 2020.

## Record nazionali
Seniores
- Lancio del martello: 75,38 m ( Salon-de-Provence, 21 febbraio 2021)

## Palmarès
| Anno | Manifestazione           | Sede           | Evento              | Risultato      | Prestazione | Note              |
| ---- | ------------------------ | -------------- | ------------------- | -------------- | ----------- | ----------------- |
| 2011 | Europei juniores         | Tallinn        | Lancio del martello | 6ª             | 60,66 m     |                   |
| 2012 | Mondiali juniores        | Barcellona     | Lancio del martello | Oro            | 70,62 m     |                   |
| 2013 | Europei under 23         | Tampere        | Lancio del martello | nm (q)         | nm (q)      |                   |
| 2013 | Giochi della Francofonia | Nizza          | Lancio del martello | Bronzo         | 69,95 m     |                   |
| 2014 | Europei                  | Zurigo         | Lancio del martello | 6ª             | 70,32 m     |                   |
| 2015 | Europei under 23         | Tallinn        | Lancio del martello | Oro            | 72,50 m     |                   |
| 2015 | Mondiali                 | Pechino        | Lancio del martello | Bronzo         | 74,02 m     |                   |
| 2016 | Europei                  | Amsterdam      | Lancio del martello | nm (q)         | nm (q)      |                   |
| 2016 | Giochi olimpici          | Rio de Janeiro | Lancio del martello | 11ª            | 65,18 m     |                   |
| 2017 | Mondiali                 | Londra         | Lancio del martello | 12ª            | 66,31 m     |                   |
| 2017 | Universiadi              | Taipei         | Lancio del martello | 5ª             | 70,20 m     |                   |
| 2018 | Giochi del Mediterraneo  | Tarragona      | Lancio del martello | Oro            | 73,67 m     | Record dei Giochi |
| 2018 | Europei                  | Berlino        | Lancio del martello | Argento        | 74,78 m     | Record nazionale  |
| 2019 | Mondiali                 | Doha           | Lancio del martello | 6ª             | 73,33 m     |                   |
| 2021 | Giochi olimpici          | Tokyo          | Lancio del martello | 4ª             | 74,41 m     |                   |
| 2022 | Europei                  | Monaco         | Lancio del martello | 12ª            | 66,60 m     |                   |
| 2023 | Mondiali                 | Budapest       | Lancio del martello | 17ª (q)        | 70,19 m     |                   |
| 2024 | Europei                  | Roma           | Lancio del martello | 18ª (q)        | 67,11 m     |                   |
| 2024 | Giochi olimpici          | Parigi         | Lancio del martello | Qualificazione | nm          |                   |

## Altre competizioni internazionali
2017
- 4ª nella Super League degli Europei a squadre ( Lilla), lancio del martello - 69,40 m

2018
- 5ª in  Coppa continentale ( Ostrava), lancio del martello - 70,40 m

2019
- Oro nella Super League degli Europei a squadre ( Bydgoszcz), lancio del martello - 72,81 m

2021
- Bronzo in Coppa Europa di lanci ( Spalato), lancio del martello - 70,55 m

2022
- Oro in Coppa Europa di lanci ( Leiria), lancio del martello - 70,13 m

2023
- 9ª in Coppa Europa di lanci ( Leiria), lancio del martello - 68,10 m